# Mourmelon-le-Grand
Mourmelon-le-Grand és un municipi francès, situat al departament del Marne i a la regió del Gran Est. L'any 2007 tenia 5.044 habitants.

## Demografia

### Població
El 2007 la població de fet de Mourmelon-le-Grand era de 5.044 persones. Hi havia 1.644 famílies, de les quals 500 eren unipersonals (316 homes vivint sols i 184 dones vivint soles), 388 parelles sense fills, 620 parelles amb fills i 136 famílies monoparentals amb fills.
La població ha evolucionat segons el següent gràfic:
Habitants censats

### Habitatges
El 2007 hi havia 1.819 habitatges, 1.681 eren l'habitatge principal de la família, 4 eren segones residències i 134 estaven desocupats. 1.137 eren cases i 674 eren apartaments. Dels 1.681 habitatges principals, 581 estaven ocupats pels seus propietaris, 965 estaven llogats i ocupats pels llogaters i 135 estaven cedits a títol gratuït; 134 tenien una cambra, 104 en tenien dues, 288 en tenien tres, 449 en tenien quatre i 706 en tenien cinc o més. 1.343 habitatges disposaven pel capbaix d'una plaça de pàrquing. A 870 habitatges hi havia un automòbil i a 613 n'hi havia dos o més.

### Piràmide de població
La piràmide de població per edats i sexe el 2009 era:
| Homes | Edats   | Dones |
| ----- | ------- | ----- |
| 4     | 95 o +  | 0     |
| 4     | 90 a 94 | 8     |
| 8     | 85 a 89 | 24    |
| 12    | 80 a 84 | 4     |
| 40    | 75 a 79 | 32    |
| 40    | 70 a 74 | 52    |
| 60    | 65 a 69 | 92    |
| 56    | 60 a 64 | 60    |
| 48    | 55 a 59 | 44    |
| 132   | 50 a 54 | 96    |
| 140   | 45 a 49 | 112   |
| 160   | 40 a 44 | 172   |
| 204   | 35 a 39 | 168   |
| 180   | 30 a 34 | 168   |
| 340   | 25 a 29 | 248   |
| 332   | 20 a 24 | 172   |
| 168   | 15 a 19 | 128   |
| 232   | 10 a 14 | 196   |
| 212   | 5 a 9   | 168   |
| 204   | 0 a 4   | 208   |

## Economia
El 2007 la població en edat de treballar era de 3.566 persones, 2.894 eren actives i 672 eren inactives. De les 2.894 persones actives 2.713 estaven ocupades (1.930 homes i 783 dones) i 181 estaven aturades (55 homes i 126 dones). De les 672 persones inactives 145 estaven jubilades, 259 estaven estudiant i 268 estaven classificades com a «altres inactius».

### Ingressos
El 2009 a Mourmelon-le-Grand hi havia 1.573 unitats fiscals que integraven 4.182 persones, la mediana anual d'ingressos fiscals per persona era de 15.148 €.

### Activitats econòmiques
Dels 134 establiments que hi havia el 2007, 3 eren d'empreses extractives, 7 d'empreses alimentàries, 1 d'una empresa de fabricació de material elèctric, 1 d'una empresa de fabricació d'elements pel transport, 3 d'empreses de fabricació d'altres productes industrials, 10 d'empreses de construcció, 26 d'empreses de comerç i reparació d'automòbils, 8 d'empreses de transport, 13 d'empreses d'hostatgeria i restauració, 1 d'una empresa d'informació i comunicació, 5 d'empreses financeres, 5 d'empreses immobiliàries, 16 d'empreses de serveis, 22 d'entitats de l'administració pública i 13 d'empreses classificades com a «altres activitats de serveis».
Dels 35 establiments de servei als particulars que hi havia el 2009, 1 era una oficina d'administració d'Hisenda pública, 1 gendarmeria, 1 oficina de correu, 2 oficines bancàries, 1 taller de reparació d'automòbils i de material agrícola, 1 taller d'inspecció tècnica de vehicles, 2 autoescoles, 1 paleta, 1 guixaire pintor, 1 lampisteria, 3 electricistes, 5 perruqueries, 1 veterinari, 9 restaurants, 1 agència immobiliària, 2 tintoreries i 2 salons de bellesa.
Dels 15 establiments comercials que hi havia el 2009, 2 eren supermercats, 1 un supermercat, 1 una botiga de més de 120 m², 4 fleques, 1 una fleca, 2 llibreries, 1 una llibreria, 1 una sabateria i 2 floristeries.
L'any 2000 a Mourmelon-le-Grand hi havia 8 explotacions agrícoles.

## Equipaments sanitaris i escolars
El 2009 hi havia 2 farmàcies i 1 ambulància.
El 2009 hi havia 3 escoles maternals i 3 escoles elementals. Mourmelon-le-Grand disposava d'un col·legi d'educació secundària amb 407 alumnes.

## Poblacions més properes
El següent diagrama mostra les poblacions més properes.